# (3177) Chillicothe
(3177) Chillicothe (1934 AK) – planetoida z grupy pasa głównego asteroid okrążająca Słońce w ciągu 4,28 lat w średniej odległości 2,63 au. Odkryta 8 stycznia 1934 roku.